# Psychoanalytische Zeitschriften
Psychoanalytische Zeitschriften und Jahrbücher sind zentrale Medien psychoanalytischer Fachkommunikation. Sie wenden sich aber zum Teil an ein Publikum, das weit über den Kreis der Fachleute hinausreicht (z. B. die Zeitschrift Psyche). Diese doppelte Funktion zeichnete sich bereits zu Sigmund Freuds Lebzeiten ab.

## Entwicklung
Freud publizierte zunächst in medizinischen Fachzeitschriften. Die erste von Freud herausgegebene Schriftenreihe, die der jungen Psychoanalyse ein eigenes Forum bot, waren die Schriften zur angewandten Seelenkunde, die in 20 Heften von 1907 bis 1925 erschien.
1909 erschien bei Deuticke in Wien der erste Band des Jahrbuchs für psychoanalytische und psychopathologische Forschungen, der Freuds Analyse der Phobie eines fünfjährigen Knaben („der kleine Hans“) enthielt. Als Herausgeber zeichneten Freud und Eugen Bleuler, verantwortlicher Redakteur war Carl Gustav Jung. In der „Vorbemerkung der Redaktion“ bezog sich Jung auf den ersten Kongress der Psychoanalytiker, der 1908 in Salzburg stattgefunden hatte: „In dieser Versammlung wurde anerkannt, daß die Bearbeitung der betreffenden Probleme sich bereits anschicke, die Grenzen des medizinischen Interessenkreises zu überschreiten, und es wurde dem Bedürfnis nach einem Periodikum Ausdruck vorliegen, welches die bisher überall zerstreuten Arbeiten dieser Richtung sammeln könnte.“
Als „offizielles Organ“ der Internationalen psychoanalytische Vereinigung erschien seit 1910 das Zentralblatt für Psychoanalyse, redigiert von Wilhelm Stekel. Nachdem Stekel aus der psychoanalytischen Bewegung ausschied, aber nicht bereit war, die Kontrolle über das Blatt aufzugeben, gründete Freud 1913 die Internationale Zeitschrift für Ärztliche Psychoanalyse, die 1920 in Internationale Zeitschrift für Psychoanalyse (IZP) umbenannt wurde.
Der Auffassung, dass die Psychoanalyse sich keineswegs auf medizinische Anwendungen beschränken sollte, wurde 1912 durch die Gründung der Imago als „Zeitschrift für Anwendung der Psychoanalyse auf die Geisteswissenschaften“ Rechnung getragen.
Freud legte großen Wert auf Unabhängigkeit. 1919 wurde der Internationale Psychoanalytische Verlag gegründet, in dem fortan neben zahlreichen Büchern und dem Almanach der Psychoanalyse das Periodikum Die Psychoanalytische Bewegung (1929–1933) und die IZP erschienen, ab 1926 auch noch die Zeitschrift für psychoanalytische Pädagogik. Diese Zeitschrift wurde zunächst von Heinrich Meng und Ernst Schneider herausgegeben. Ab dem 5. Jahrgang 1931 gehörten auch Paul Federn, Anna Freud und A. J. Storfer zum Kreis der Herausgeber. Im Laufe des Jahres 1932 ist Storfer aus der Redaktion ausgetreten; dafür kamen August Aichhorn und Hans Zulliger hinzu. Ab 1934 hat – bei sonst unverändertem Redaktionsteam – Willi Hoffer die Schriftleitung übernommen.
Nach dem Anschluss Österreichs 1938 wurde der Internationale Psychoanalytische Verlag liquidiert. Als Nachfolgerin der Imago gründete Sachs in den USA 1939 die American Imago. 1941 gründete Karen Horney The American Journal of Psychoanalysis, so dass die Neopsychoanalyse nunmehr über ein eigenes Periodikum verfügte.
1945 gründeten Anna Freud, Ernst Kris und Heinz Hartmann The Psychoanalytic study of the child. Der erste Band enthielt eine Abrechnung mit Melanie Klein.
1947 wurde von Alexander Mitscherlich, Felix Schottlaender und Hans Kunz die Psyche gegründet. Wie der ursprüngliche Untertitel „Ein Jahrbuch für die Tiefenpsychologie und Menschenkunde in Forschung und Praxis“ nahelegt, war die Zeitschrift zunächst als schulenübergreifendes Organ konzipiert. Erst seit 1966 heißt die Psyche im Untertitel „Zeitschrift für Psychoanalyse und ihre Anwendungen“.
Die Vielfalt der heute erscheinenden deutschsprachigen psychoanalytischen Zeitschriften spiegelt die Spezialisierung wider, die auch innerhalb der Psychoanalyse Platz gegriffen hat.

## Zeitschriften

### Deutsch
Historisch
- Die psychoanalytische Bewegung, Wien: Internationaler Psychoanalytischer Verlag, 1929–1933
- Jahrbuch für psychoanalytische und psychopathologische Forschungen, seit 1909 bei Deuticke in Wien – 1970 erschien ein Reprint bei Kraus in Nendeln/Liechtenstein, auch in elektronischer Form verfügbar (Periodicals Archive online).
- Imago. Zeitschrift für Anwendung der Psychoanalyse auf die Geisteswissenschaften, 1912–1937
- Internationale Zeitschrift für Ärztliche Psychoanalyse 1913–1919
  - Internationale Zeitschrift für Psychoanalyse, Hg. Sigmund Freud, Internationaler Psychoanalytischer Verlag, Wien, seit 1920. Viele Jahrgänge stehen online (Beispiellink; Suchfunktion nutzen)
- Zentralblatt für Psychoanalyse 1.1910/11–3.1912/13,5 bzw. Zentralblatt für Psychoanalyse und Psychotherapie. Medizinische Monatsschrift für Seelenkunde; Organ der Internationalen Psychoanalytischen Vereinigung. Bergmann, Wiesbaden 3.1912/13 bis 6/7–4.1914
- Zeitschrift für psychoanalytische Pädagogik, Internationaler Psychoanalytischer Verlag, Wien 1.1926/27 – 11.1937,3/4

Noch erscheinend oder nach 1950 eingestellt
- Analytische Kinder- und Jugendlichen-Psychotherapie (AKJP). Zeitschrift für Theorie und Praxis der Kinder- und Jugendlichen-Psychoanalyse und der tiefenpsychologisch fundierten Psychotherapie, Brandes & Apsel, Frankfurt, seit 1994, vorher: Beiträge zur analytischen Kinder- und Jugendlichen-Psychotherapie, 1975–1993, vorher: Beiträge zur Psychagogik: Zeitschrift für analytische Psychotherapie bei Kindern und Jugendlichen, 1972–1975
- Anmerkungen aus dem Institut für Politische Psychoanalyse München, seit 1987
- Arbeitshefte Kinderpsychoanalyse. Zeitschrift für Theorie und Praxis der Kinder- und Jugendlichen-Psychoanalyse und der tiefenpsychologisch fundierten Psychotherapie, seit 1982, Verlag Brandes & Apsel
- Fortschritte der Psychoanalyse: Internationales Jahrbuch zur Weiterentwicklung der Psychoanalyse, Göttingen. 1964–1970
- Forum der psychoanalytischen Psychosentherapie, seit 1999
- Fragmente: Schriftenreihe zur Psychoanalyse, hrsg. vom Wissenschaftlichen Zentrum II für Psychoanalyse, Psychotherapie und Psychosoziale Forschung der Gesamthochschule Kassel, 1981–1995
- Freie Assoziation. Zeitschrift für psychoanalytische Sozialpsychologie, Gießen: Psychosozial-Verlag, seit 2015, vorher: Freie Assoziation. Das Unbewusste in Organisationen und Kultur, 1998–2015
- Forum der Psychoanalyse. Zeitschrift für klinische Theorie und Praxis, Heidelberg: Springer, seit 1985
- Jahrbuch der Psychoanalyse. Beiträge zur Theorie, Praxis und Geschichte, Stuttgart-Bad Cannstatt: Frommann-Holzboog, seit 1960
- Jahrbuch für psychoanalytische Pädagogik, im Auftrag des Frankfurter Arbeitskreises für Psychoanalytische Pädagogik, seit 1989
- Journal für Psychoanalyse, Hg.: Psychoanalytisches Seminar Zürich, Gießen: Psychosozial-Verlag 1977–2006; seit 2007 Zürich: Seismo-Verlag
- Kinderanalyse. Zeitschrift für die Anwendung der Psychoanalyse in Psychotherapie und Psychiatrie des Kindes- und Jugendalters, seit 1992
- Luzifer-Amor. Zeitschrift zur Geschichte der Psychoanalyse, Tübingen: Edition Diskord, seit 1988
- Psyche. Zeitschrift für Psychoanalyse und ihre Anwendungen, erscheint seit 1947 – dieser Untertitel seit 1966, Stuttgart: Klett-Cotta
- Psychoanalyse. Texte zur Sozialforschung, seit 2000, vorher: Texte aus dem Colloquium Psychoanalyse (1997–1999)
- Psychoanalyse und Körper, Gießen: Psychosozial-Verlag, seit 2002
- Psychoanalytische Familientherapie, Gießen: Psychosozial-Verlag, seit 2001
- Psychoanalyse im Widerspruch, Institut für Psychotherapie und Psychoanalyse Heidelberg-Mannheim e. V., seit 1989
- Psychoanalytische Familientherapie – Zeitschrift für Paar-, Familien- und Sozialtherapie, Gießen: Psychosozial-Verlag, seit 2001
- Psychosozial. Gießen: Psychosozial-Verlag, seit 1978
- Psychotherapie im Alter, seit 2014
- RISS. Zeitschrift für Psychoanalyse, Hamburg: Textem, seit 1986 gegründet in Zürich
- Studien zur Kinderpsychoanalyse, hg. von der Österreichischen Studiengesellschaft für Kinderpsychoanalyse, Göttingen: Vandenhoeck & Ruprecht, 1981–2004
- System ubw. Zeitschrift für klassische Psychoanalyse, Freiburg/Br.: Ahriman-Verlag, seit 1983
- texte (psychoanalyse. ästhetik. kulturkritik.), Wien, seit 1981
- Werkblatt. Zeitschrift für Psychoanalyse und Gesellschaftskritik, Salzburg, seit 1984
- Der Wunderblock. Zeitschrift für Psychoanalyse, Berlin 1978–1996
- Zeitschrift für psychoanalytische Theorie und Praxis, seit 1986

### Englisch
- American Imago, seit 1939
- The American Journal of Psychoanalysis, 1941 von Karen Horney gegründet
- Free Associations: psychoanalysis, groups, politics, culture
- The Psychoanalytic Study of the Child, seit 1945
- Psychoanalysis, Culture & Society, bis 2003: Journal for the Psychoanalysis of Culture and Society, seit 1996
- The international Journal of Psychoanalysis: IJP; official organ of the International Psycho-Analytical Association, seit 1920
- The Psychoanalytic Quarterly, seit 1932
- The Psychoanalytic Review, seit 1913 – älteste noch erscheinende psychoanalytische Zeitschrift der Welt

### Französisch
- Adolescence – Revue trimestrielle de psychanalyse, psychopathologie et sciences humaines, seit 1983
- Cahiers Confrontation
- Etudes freudiennes
- Journal de la Psychanalyse de l’Enfant, seit 1986
- Psyché: Revue Internationale des Sciences de l’Homme et de Psychanalyse, 1946–1956
- Revue Française de Psychanalyse, seit 1927
- Scilicet – Zeitschrift der Ecole Freudienne de Paris (1968–1976)
- Topique. Revue Freudienne, seit 1969, Zeitschrift der Quatrième Groupe (Piera Aulagnier et al.)